# 415 TCN
415 TCN là một năm trong lịch La Mã.